# Acquis sociaux
L'expression « acquis sociaux » ou  « conquêtes sociales » est employée pour désigner les droits collectifs obtenus par tous les salariés ou des groupes de salariés. Ceux-ci peuvent varier selon le statut du salarié, le type de contrat de travail et la nature de leur employeur. Ces acquis sociaux sont inscrits dans des accords collectifs et des conventions collectives de branches professionnelles, ou directement dans le code du travail.

## Caractéristiques
Les acquis sociaux peuvent faire référence à des droits valables pour tous les employés d'un pays, mais ils ne concernent parfois qu'une partie d'entre eux. En particulier ils dépendent du contrat de travail (contrat à durée indéterminée, contrat à durée déterminée, etc.), ou encore du statut de l'employeur (État, entreprise publique, établissement public, entreprise privée, etc.).
Les acquis sociaux peuvent être signés après négociations par les partenaires sociaux ou décidés par le pouvoir politique, sous l'influence de diverses pressions. Ils sont parfois obtenus par des mouvements sociaux, en particulier par la grève. Des acquis sociaux ont été obtenus lors de périodes historiques particulières, à la suite de mobilisations : on peut citer en France les congés payés en 1936 (à la suite de la grève générale spontanée de mai-juin), la création de la sécurité sociale en 1945, celle-ci faisant partie du programme du Conseil national de la Résistance.
L'expression « acquis sociaux » peut aussi faire référence à des progrès de civilisation, souvent obtenus dans le cadre du mouvement ouvrier, comme l'interdiction du travail des enfants, les congés maternité, ou la diminution du temps de travail.

## Origines, déclencheurs des progrès sociaux?
L'essayiste Raoul Vaneigem considère que « les services publics et les acquis sociaux, arrachés de haute lutte par des générations d’ouvriers et d’employés, ne résultent pas d’une grâce providentielle. Ils ne sont pas la propriété de l’État. Ils appartiennent à l’ensemble des citoyens ».
Autre point de vue : l'essayiste Jean-François Revel qualifiait en 2000 de « mythe » la théorie selon laquelle « les « luttes », les grèves, les occupations d'usines auraient permis le progrès social », citant la première limitation du travail des enfants décidée en 1841 par le libéral François Guizot, premier ministre pendant la monarchie de Juillet ou l'abolition du délit de coalition (c'est-à-dire la reconnaissance des syndicats) par le député libéral Emile Ollivier. Il rappelle en outre l'hostilité de certains socialistes de l'époque – comme Jules Guesde – à ces mesures, accusées d'être une tentative de division des ouvriers.
Certains historiens soulignent toutefois l'importance des luttes syndicales dans la mise en place des législations favorables aux salariés,,.

## Historique des acquis sociaux en France
- 1803 : Jean Baptiste Say, libéral, défend l'idée d'une instruction primaire obligatoire.
- 1841 : Sous le gouvernement de François Guizot, libéral, mais faite par Armand de Melun (légitimiste) : adoption de la loi relative au travail des enfants employés dans les manufactures, usines ou ateliers, donnant un âge minimum (8 ans si plus de 20 employés) et limitant le travail de nuit et le dimanche. Cette loi faisait suite au rapport du médecin Louis René Villermé de 1840, le Tableau de l'état physique et moral des ouvriers dans les manufactures de coton, de laine et de soie.
- 1848 : Sous la Deuxième République (progressiste), décret du 2 mars[8] limitant la journée de travail des adultes à dix heures à Paris et à onze en province
- 1849 : Frédéric Bastiat, député libéral, soutient un amendement destiné à autoriser les syndicats ouvriers et la grève. Sans succès. Il faudra attendre 1864.
- 1851 : Sous le gouvernement conservateur de Louis-Napoléon Bonaparte. Loi limitant la durée du travail : 8 heures avant 14 ans, 12 heures de 14 à 16 ans.
- 1864 : La loi du 25 mai établit le Droit de grève : Par le député libéral Émile Ollivier, sous le gouvernement conservateur de Louis-Napoléon Bonaparte.
- 1864 : Assurances contre les accidents du travail, inventées par un chef d'entreprise Hippolite Mariste, puis promulguées le 9 avril 1898 par Frédéric Passy, député libéral, sous la présidence de Félix Faure.
- 1874: Sous le gouvernement conservateur de Mac Mahon. Loi sur le travail des enfants et filles mineures dans l'industrie, limitant l'emploi avant 12 ans.
- 1884 : Droit syndical Waldeck-Rousseau, libéral, sous le gouvernement Gambetta conservateur.
- 1887 : Création de la première bourse du travail de France à Paris par le conseil municipal à majorité radical-social et blanquiste. Celle-ci sert de base pour la création de la Fédération des Bourses du travail en 1892, imaginé en 1845 par Gustave de Molinari, fondateur de l’anarcho-capitalisme. C'est une des premières véritables structures syndicales ouvrières, son secrétaire général est l'anarchiste Fernand Pelloutier[9].
- 1893 : La durée maximum de travail est ramenée à 10 heures quotidiennes à 13 ans, à 60 heures hebdomadaires entre 16 et 18 ans, et un certificat d'aptitude est nécessaire. Cette réforme est menée sous la présidence du républicain modéré Sadi Carnot
- 1900 : Pierre Waldeck-Rousseau libéral, devenu président du Conseil tenta pendant deux ans d'accorder la personnalité civile aux unions de syndicats.
- 1906 : Repos compensateur de 24 heures hebdomadaire sous un ministère Clemenceau (radical-socialiste).
- 1910 : La durée maximum du travail est limitée pour tous à 10 heures quotidienne. Loi Millerand (socialiste puis centre droit à l'époque de cette loi) sous un ministère d'Aristide Briand libéral.
- 1910 : Retraites à 65 ans sous un ministère Briand ancien socialiste devenu libéral.
- 1918 : Allocations familiales : Émile Marcesche à Lorient janvier 1918 et Emile Romanet à Grenoble 29 avril 1918 (Deux chefs d'entreprises). Généralisé en 1930 sous la présidence du Conseil d'André Tardieu Centre droit.
- 1919 : Temps de travail loi du 17 avril 1919 sous la présidence de Clemenceau (radical-socialiste) instaurant la semaine de quarante-huit heures et la journée de huit heures
- 1928 : Assurance maladie sous le ministère de Raymond Poincaré de l'Alliance démocratique.
- 1936 : Délégués du personnel sous le Front populaire (socialistes, communistes, radicaux de gauche).
- 1936 : Congés payés de quinze jours sous Léon Blum Front populaire (socialistes, communistes, radicaux de gauche).
- 1936 : Semaine de 40 heures sous Léon Blum Front populaire (socialistes, communistes, radicaux de gauche).
- 1936 : Convention collective sous Léon Blum Front populaire (socialistes, communistes, radicaux de gauche).
- 1941 : Comités sociaux d’établissement mis en place par la Charte du travail sous Pétain.
- 1941 : Minimum vieillesse et Retraite par répartition Loi du 1er janvier 1941 par le secrétaire d'état René Belin, ancien leader CGT, sous le régime de Vichy (Pétain).
- 1941 : Salaire Minimum Loi du 4 octobre 1941 contenue dans la Charte du Travail [10]
- 1941 : Nationalisation des différentes caisses d'assurances santé qui deviendra à la Libération la Sécurité Sociale.
- 1942 : La Loi du 28 juillet instaure la Médecine du Travail obligatoire pour les entreprises de plus de 50 salariés. Sous Pétain.
- 1945 : Transformation des comités sociaux d’établissement en Comité d'Entreprise sous De Gaulle conservateur par Mendès-France radical-socialiste
- 1945 : Mise en place du système de protection sociale (la Sécurité sociale) par Ambroise Croizat
- 1946 : Création du statut de la fonction publique par Maurice Thorez communiste. Généralisation de la médecine du travail à toutes les entreprises par Ambroise Croizat communiste.
- 1950 : SMIG ancêtre du SMIC, créé sous la présidence de Vincent Auriol socialiste
- 1956 : Congés payés Troisième semaine Guy Mollet (secrétaire général de la SFIO)
- 1958 : Assurance chômage sous le gouvernement Pflimlin centriste.
- 1969 : Congés payés Quatrième semaine sous De Gaulle conservateur.
- 1967 : Intéressement et actionnariat ouvrier ministère Pompidou sous la présidence de De Gaulle conservateur.
- 1971 : Formation professionnelle continue sous la Présidence de Pompidou conservateur.
- 1975 : Assurance Vieillesse pour tous, Ministère Chirac sous la présidence de Giscard conservateur.
- 1975 : Création de l’AAH, sous la présidence de Giscard, conservateur.
- 1982 : Congés payés Cinquième semaine par Pierre Mauroy sous la présidence de Mitterrand socialiste.
- 1982 : Temps de travail ordonnance n°82-41[11] instituant la semaine de trente-neuf heures sous Mitterrand
- 1982 : Lois Auroux sur le droit du travail en France sous la présidence de Mitterrand, socialiste.
- 1983 : Retraite à 60 ans sous la présidence de Mitterrand socialiste.
- 1988 : Créarion du Revenu minimum d'insertion, socialiste.
- 1998 : Temps de travail lois Aubry du 13 juin 1998[12] et du 19 janvier 2000[13] instituant la semaine de trente-cinq heures, socialiste.
- 1999 : Création de la couverture maladie universelle[14].

## Critiques
L'idée que les acquis sociaux de certaines catégories de salariés représentent autant d'avantages ou de « privilèges » vis-à-vis de salariés moins bien lotis est souvent mis en avant par les théoriciens libéraux ou des hommes politiques majoritairement de droite en France. Le secteur public est ainsi souvent opposé au secteur privé. C'est également le cas des différents types de contrat de travail. Sont opposées les garanties offertes par le contrat à durée indéterminée (CDI) à celles des contrats de travail temporaires. L'idée défendue par ce courant est que les droits acquis par certaines catégories sociales plus protégées que la moyenne solidifient de fortes distorsions entre les différentes catégories de travailleurs. La théorie des insiders-outsiders avance qu'il existe au sein du marché du travail plusieurs groupes d'actifs, et que les syndicats de salariés ne défendent que les intérêts de leurs membres au détriment des travailleurs en situation précaire et des chômeurs. Pour l'économiste italien Alberto Alesina, la position de la gauche ne doit pas être la défense des statuts ou des avantages acquis mais veiller à ce que tous puissent avoir leur chance dans la société : « Notre argument est que ce sont les objectifs traditionnellement chers aux partis de gauche européens – comme la protection des plus faibles ou le refus de trop grandes inégalités et des privilèges – qui doivent les amener à adopter des politiques pro-marché. Ce qui a souvent été la norme depuis les années 1960, comme une forte réglementation, la protection des statuts, un secteur public très développé qui ne bénéficie pas aux plus pauvres mais aux plus connectés et impose de lourds prélèvements, des universités qui produisent la médiocrité au nom du principe d’égalitarisme (alors que les très riches se débrouillent d’une manière ou d’une autre pour obtenir une bonne éducation), tout cela n’est pas seulement inefficace, mais socialement injuste. ». Sur le plan politique, Jean-Marie Bockel écrivait dans sa motion au congrès du Mans du parti socialiste : « Nous ne pouvons pas défendre ici les intérêts catégoriels de ceux qui sont protégés par l’existence d’une couche de travailleurs précaires, les intérêts de ceux qui défendent des droits acquis, mais non partagés, contre la juste répartition de ces droits ». L'égalité consiste à accorder les mêmes droits à tous et non à discriminer sur la base d'un type de contrat. La question restant ouverte de savoir quel niveau de protection doivent garantir ces droits.
Les critiques libéraux considèrent en outre certains de ces acquis sociaux peuvent représenter des obstacles aux initiatives entrepreneuriales et au fonctionnement optimal de l'économie. Ils soulignent que les acquis sociaux augmentent le coût du travail pour les entreprises, ce qui exclut les travailleurs les moins qualifiés et les moins productifs du marché du travail. Ce phénomène conduit à l'augmentation du chômage des plus faibles, et au développement de l'assistanat. Ainsi le prix Nobel d'économie Gary Becker arguait-il d'un effet pervers de l'augmentation du salaire minimum, une forme d'acquis social, en écrivant : « augmenter le salaire minimum, c'est augmenter le chômage ». En outre, lois et règlements rendent les licenciements difficiles et coûteux ce qui n'incite pas à l'embauche. Le prix Nobel de la paix Muhammad Yunus désigne ainsi les aides sociales comme cause de la pauvreté dans les pays industrialisés et s'amuse de ce que les lois de l'État-providence ont pour effet de conduire à travailler au noir. Conséquence pour ces critiques, les acquis sociaux ont pour effet une réduction de la croissance économique, une réduction des salaires, et un taux de chômage élevé. En outre, la mondialisation met en concurrence les économies nationales sur la base du coût du travail, et les acquis sociaux représentent en ce sens un désavantage en termes de compétitivité. C'est la position développée par l'économiste italien Alberto Alesina dans The future of Europe, Reform or Decline. C'est également une position défendue par certains en Chine, qui estiment que le sauvetage de l'Europe dans la crise de la dette publique doit venir d'une remise en cause de l'État-providence : "les troubles qui se sont produits dans les pays européens résultent uniquement de problèmes accumulés par une société en fin de course, vivant d'acquis sociaux", a ainsi déclaré Jin Liqun, qui dirige la China Investment Corporation (CIC), le fonds souverain chinois.
D'autres critiques jugent également que la permanence de ces acquis est en contradiction avec une économie en perpétuelle mutation. Ainsi Jean-François Revel déclarait-il : « Les inégalités libérales des sociétés de production sont agitées d’un brassage permanent et elles sont modifiables à tout instant. Dans les sociétés de redistribution étatique, les inégalités sont au contraire figées et structurelles : quels que soient les efforts et les talents déployés par un actif du secteur privé français, il n’aura jamais les avantages “acquis” (c’est-à-dire octroyés et intouchables) d’un agent d’Électricité de France ». Cet argument est considéré par certains partis de gauche, d'extrême gauche et par des syndicats comme du « chantage à l'emploi » et une logique de dumping social.
Enfin, sur la façon dont ses acquis sociaux sont acquis, certains auteurs soulignent le rôle essentiel du progrès économique et du progrès technologique (gains de productivité). Les "acquis sociaux" ne seraient pertinents que si la productivité croit suffisamment pour les financer.

## En France
En France, les acquis sociaux concerneraient avant tout les salariés du secteur public selon leurs détracteurs. Ces derniers sont soit des fonctionnaires, soit des salariés de droit privé dont les conditions de travail sont régies par des conventions collectives (les fonctionnaires n'ont pas de conventions collectives, de même ils n'ont pas le droit de faire appel aux Prud'hommes).
Le statut de fonctionnaire est considéré par certains comme plus avantageux que le statut de salarié de droit privé, par exemple concernant l'emploi à vie, souvent conservé en cas de faute. Ce statut protecteur dispenserait la fonction publique des recherches de gains de productivité que l’État pourrait obtenir, et entraverait les tentatives de réforme de l'État. Exemple souvent invoqué, le passage très progressif et avec plusieurs années de retard au 40 années de cotisation pour la retraite, là où les règles dans le secteur privé avait été durcies dès 1993. En outre, la pension reste calculée sur les six derniers mois contre les 25 meilleures années dans le privé.
Au sein de la fonction publique française ou des entreprises publiques, les syndicats possèdent une influence et une capacité de lutte qui leur permettent de faire pression sur le gouvernement et de conserver leurs acquis sociaux. Les employés de la SNCF et d'EDF sont souvent cités. Par exemple, le comité d'entreprise d'EDF (la Caisse centrale d'action sociale (CCAS)) touche 1 % des ventes d'électricité et gaz hors taxes et hors abonnements des entreprises du secteur des Industries Électriques et Gazières et non 1 % de la masse salariale comme dans les autres entreprises.
Selon les syndicats, le secteur public en France est considéré comme « en avance » en matière d'acquis sociaux. Le statut de fonctionnaire français ou d’agent de certaines entreprises publiques étant, en général, plus protecteur que dans d'autres branches. Selon ces syndicats, les avancées sociales de la fonction publique devraient être étendues progressivement au secteur privé.
En période de chômage fort dû à une crise économique, les entreprises privées peuvent pratiquer des « ajustements » (baisse du pouvoir d'achat, « flexibilisation » ou augmentation du temps de travail, contrats de travail plus flexibles, …) et des licenciements. Les libéraux regrettent que les salariés de la fonction publique ne soient pas soumis aux mêmes règles que les salariés du secteur privé considérant ce « statut » particulier comme une source d'inégalités et dérogeant à l'égalité devant la loi. Ils avancent en particulier l'exemple italien où le statut de fonctionnaire a été quasi-supprimé par le ministre de gauche réformiste Franco Bassanini en 1996. Ils estiment également que l'emploi à vie n'a pas de fondement et que, pour réduire l'importance de la fonction publique dans l'économie française, le secteur public devrait pouvoir licencier.
Pour Daniel Cirera, membre du bureau exécutif du Parti Communiste français et de la Fondation Gabriel-Péri, « la critique frontale du modèle français est essentiellement le fait des ultralibéraux, de ceux qui prônent la dérégulation, pour accélérer les réformes libérales, en déstructurant l’ensemble des acquis sociaux, juridiques qui garantissaient un niveau élevé de protection face aux exigences patronales et du capital ». Pour l'économiste Jean-Marie Harribey, coprésident d'Attac, concernant le secteur privé, « l’évolution de la condition salariale est le fait de l’État qui a déclenché un "drame salarial" en sacrifiant les acquis sociaux à la désinflation compétitive et à la construction européenne ».

## Rôle économique des avantages «conjoncturels»
Certains économistes, dont les néo-keynésiens, arguent que des augmentations des bas salaires peuvent stimuler la consommation. Selon eux, cela contribuerait à améliorer la situation économique. Selon d'autres économistes (néo-classiques et libéraux), cela entraînerait inflation et chômage, précarisation des salariés ne bénéficiant pas des contrats les plus protecteurs, et dégradation de la compétitivité économique (d'où hausse des importations et baisse des exportations).
Par exemple, une augmentation importante du salaire minimum augmentera mécaniquement le prix des biens produits ce qui sera neutre pour le pouvoir d'achat des salariés,. Parallèlement, le bien étant plus cher s'exportera plus difficilement. Les primo-accédants au marché du travail auront, pour leur part, plus de difficultés à trouver un emploi, car leur capacité de production ne sera pas suffisante pour contrebalancer leur coût (absence d'expérience). Ces deux raisons expliquent le maintien à un niveau très élevé du taux de chômage dans les pays qui pratiquent de telles mesures. Seuls ceux ayant un emploi et de l'expérience bénéficient alors de cette augmentation, ce qui en fait une inégalité de droit et donc un privilège.